# Ferrari 125
Der Ferrari 125 ist ein, in verschiedenen Versionen, in den Jahren 1947 und 1948 bis 1950 gebautes Automobil von Ferrari. Die Bezeichnung geht auf den gerundeten Hubraum eines einzelnen Zylinders im jeweiligen Motor (hier ein V12) zurück.
Der 125 war das erste unter eigenem Namen von Ferrari hergestellte Automobil.

## 125 S / 125 C (1947)

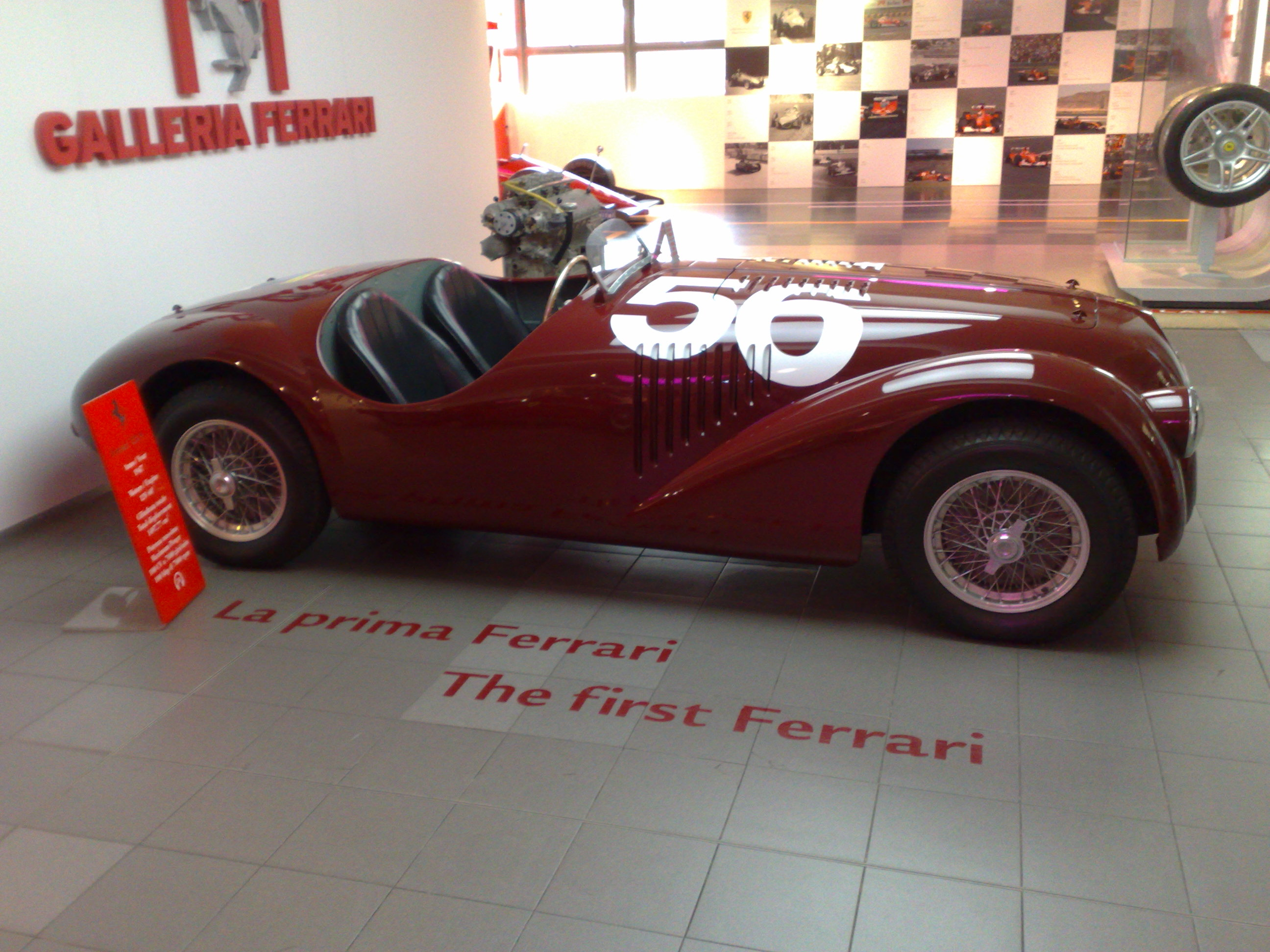
Replik eines Ferrari 125 S im Ferrari Museum in Maranello

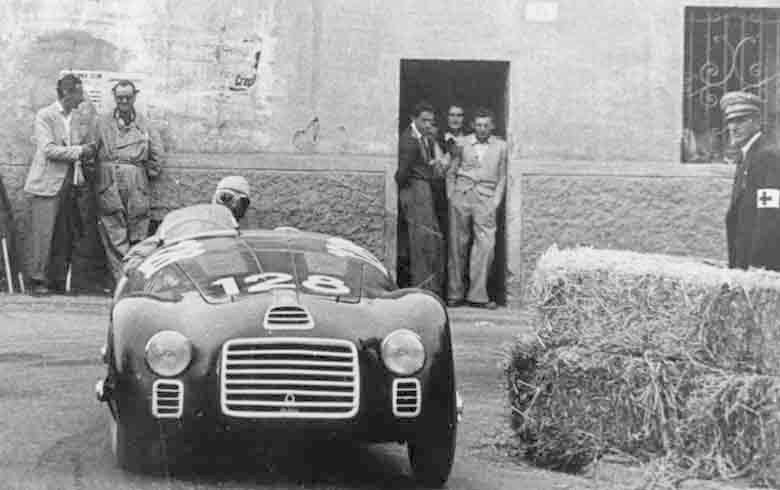
Franco Cortese in einem Ferrari 125 Spyder auf dem „Circuito di Piacenza“ am 11. Mai 1947. Dies ist das Chassis #01C (das erste von Ferrari unter eigenem Namen gebaute).

Anfang 1947 brachte Ferrari  den 125 S heraus. Der Wagen hatte den von dem früheren Alfa-Romeo-Ingenieur Gioacchino Colombo konstruierten V12-Motor von 1,5 Litern Hubraum, offiziell 87 kW (118 PS) stark, mit einem Bankwinkel von 60°, einer obenliegenden Nockenwelle pro Zylinderbank und Einfachzündung. Der Radstand betrug 2420 mm, an der Vorderachse kamen Doppelquerlenker und eine Querblattfeder zum Einsatz, hinten eine Starrachse mit halbelliptischen Blattfedern.
Im selben Jahr wurde auch der Ferrari 125 C gebaut. Er hatte eine andere Karosserieform, aber etwa die gleiche Mechanik. Gebaut wurden zwei Exemplare, eines mit breiter Spider-Karosserie der Carrozzeria Touring, das andere mit freistehenden Kotflügeln und schmaler Rennsportkarosserie. Beide Wagen existieren heute nicht mehr, allerdings baute Ferrari in den späten 1980er-Jahren Replikas.
Die Autos nahmen 1947 ohne besondere Erfolge an einigen Rennen teil. Zur Leistungserhöhung vergrößerte das Werk daraufhin den Hubraum und nannte das Nachfolgemodell Ferrari 159.

## 125 GP (1948/49)
Im September 1948 wurde der 1,5-Liter-Motor aus dem 125 C in modifizierter Form erneut genutzt. Er trieb den Monoposto 125 GP an, der an den Vorläuferrennen der ab 1950 ausgetragenen Formel 1 teilnahm. Mit einem Roots-Kompressor leistete er hier 169 kW (230 PS). Der Einsitzer mit Längsträgerrahmen und einem Radstand von 2160 mm hatte  hinten eine Pendelachse mit Torsionsstäben oder Querblattfeder.

## 125 F1 (1949/50)
Der 125 F1 war eine modifizierte Version des 125 GP mit zwei obenliegenden Nockenwellen pro Zylinderbank und längerem Radstand von 2380 mm, vorgestellt vor dem Großen Preis von Italien in Monza im September 1949. In dieser Form leistete der Motor 191 kW (260 PS).